# Sven Jonasson
Sven Jonasson (Borås, 9 de julio de 1909 - Varberg, 17 de septiembre de 1984) fue un futbolista sueco que jugaba en la demarcación de delantero.

## Selección nacional
Jugó un total de 42 partidos para la selección de fútbol de Suecia, disputando la Copa Mundial de Fútbol de 1934, los Juegos Olímpicos de Berlín 1936, la Copa Mundial de Fútbol de 1938. Además anotó veinte goles, llegando a marcar en los dos mundiales que disputó.

### Participaciones en Copas del Mundo
| Mundial                        | Sede    | Resultado        | Partidos | Goles |
| ------------------------------ | ------- | ---------------- | -------- | ----- |
| Copa Mundial de Fútbol de 1934 | Italia  | Cuartos de final | 2        | 2     |
| Copa Mundial de Fútbol de 1938 | Francia | Cuarto puesto    | 3        | 1     |

### Participaciones en los Juegos Olímpicos
| Juegos Olímpicos                | Sede     | Resultado     | Partidos | Goles |
| ------------------------------- | -------- | ------------- | -------- | ----- |
| Juegos Olímpicos de Berlín 1936 | Alemania | Primera ronda | 1        | 0     |

## Clubes
| Club        | País   | Año         | Partidos | Goles |
| ----------- | ------ | ----------- | -------- | ----- |
| IF Elfsborg | Suecia | 1927 - 1946 | 410      | 252   |

## Palmarés

### Campeonatos nacionales
| Título      | Club        | País   | Año  |
| ----------- | ----------- | ------ | ---- |
| Allsvenskan | IF Elfsborg | Suecia | 1936 |
| Allsvenskan | IF Elfsborg | Suecia | 1939 |
| Allsvenskan | IF Elfsborg | Suecia | 1940 |

### Distinciones individuales
| Título                            | Club        | País   | Año  |
| --------------------------------- | ----------- | ------ | ---- |
| Máximo goleador de la Allsvenskan | IF Elfsborg | Suecia | 1934 |
| Máximo goleador de la Allsvenskan | IF Elfsborg | Suecia | 1936 |

## Enlaces de externos
- Sven Jonasson en Olympics at Sports-Reference.com (en inglés) (archivado)
- Ficha del jugador en national football teams (en inglés)

- Datos: Q945220
- Multimedia: Sven Jonasson / Q945220